# 高誘
高誘（？—？），涿郡涿縣人，中國東漢末年士大夫、學者，著有《淮南子》注、《呂氏春秋》注及《戰國策》注。

## 生平
高誘少年時跟隨同鄉盧植學習經書，是馬融的再傳弟子，205年被徵召為司空掾，同年出任東郡濮陽令，212年升遷為河東郡監官。學問上，高誘立足於經學和諸子之學，曾注解《淮南子》、《孝經》、《呂氏春秋》、《戰國策》等書，當中《孝經》注早已失傳，《淮南子》注21篇中今只存13篇，《戰國策》注33卷中只存10卷，唯有《呂氏春秋》注完整保存至今。現存漢代各家注疏，以鄭玄注最多，其次便是高誘注。高誘作風樸實，精通儒家典籍及古文經學，注釋中常引用五經、《論語》及《孟子》，以訓詁明義、解字釋詞為主，非常重視標舉音讀和解釋方言，注文翔實，涵蓋名物典章訓釋、注音、校勘、義理闡發等多方面。學者認為，其學術成就當在許慎、趙岐之間。